# 牟頭婁
牟頭婁（むとうる、朝鮮語: 모두루、生没年不詳）は、高句麗の夫余人貴族。牟頭婁一族は、出身地の北夫余の支配を担当して高句麗王に代々仕えた高句麗の有力な氏族であった。

## 人物
1935年に集安の地で『牟頭婁墓誌』が発見され、約800字からなる墓誌の解読は困難を極めるが、そのおおよその内容が解明されている。それによると、牟頭婁一族の族祖は、北夫余人で、鄒牟王に従って南下してきたのであり、以後、代々高句麗王に仕え、美川王・故国原王代に慕容氏の北夫余侵攻に際し、冉牟という者が現れ一族にとって中興の祖ともいうべき活躍があり、そのころ一族に委任された北夫余方面の支配は、代々、冉牟の子孫が継承し、広開土王代の牟頭婁に至り、牟頭婁は、地方官として北夫余に赴いているときに広開土王の訃報に接した。
『牟頭婁墓誌』は、独特の形式を帯びており、牟頭婁本人だけでなく、先祖以来、いかに自分達の家系が高句麗王に忠誠を尽くし、代を継いで高句麗王権を支えてきたかを、高句麗の始祖から広開土王にわたって、自己の先祖の事跡と重ね合わせながら述べている。
『牟頭婁墓誌』に冉牟が慕容氏との交戦で活躍したことを記しているように、彼らこそは、この当時の高句麗発展の中心的な担い手であり、高句麗王権を支えた中核的存在であった。